# Європейський інспектор із захисту даних
Європейський інспектор з захисту даних (англ. European Data Protection Supervisor, EDPS)
Посаду європейського інспектора з захисту даних запровадили 2001 року в рамках Договору про заснування Європейської Спільноти. Він має забезпечувати право громадян на таємницю приватних даних, якими оперують інституції та установи ЄС. Інспектора з захисту даних та його помічника призначають Європейський Парламент і Рада ЄС на п'ять років з правом подовження мандата.